# Christina Pedersen
Christina Nimand Pedersen (ur. 15 grudnia 1982 w Kopenhadze), duńska piłkarka ręczna, reprezentantka kraju grająca na pozycji bramkarki. Obecnie, od sezonu 2012/13, występuje w duńskiej lidze, w drużynie Frederiksberg Idræts-Forening.

## Sukcesy

### klubowe
Mistrzostw Danii:
- 2012
- 2008, 2009, 2011

Puchar Danii:
- 2010, 2011, 2012

Liga Mistrzyń:
- 2004, 2005, 2007

Puchar Zdobywców Pucharów:
- 2009
- 2012